# Gmina Łęczna
Die Gmina Łęczna [ˈwɛnʧna] ist eine Stadt-und-Land-Gemeinde im Powiat Łęczyński der Woiwodschaft Lublin in Polen. Sitz der Gemeinde und des Powiats ist die gleichnamige Stadt mit 19.300 Einwohnern (2016).

## Gliederung
Zur Stadt-und-Land-Gemeinde Łęczna gehören neben der Stadt 16 Dörfer (Einwohnerzahl in Klammern): 
Ciechanki Krzesimowskie (275); Ciechanki Łęczyńskie (80); Karolin (130); Leopoldów (80); Łuszczów Kolonia (290); Nowogród (330); Piotrówek Drugi (100); Podzamcze (540); Rossosz (50); Stara Wieś (300); Stara Wieś Kolonia (150); Stara Wieś Stasin (140); Trębaczów (240); Witaniów (300); Zakrzów (180); Zofiówka (240).

## Partnergemeinden
- Hajduhadhaz (Ungarn)
- Treviolo (Italien)